# IBM Redbooks
IBM Redbooks sind technische Dokumentationen, die von der IBM International Technical Support Organisation (ITSO) erstellt wurden. In diesen Redbooks wird die Installation und Anwendung von Produkten der Firma IBM beschrieben. Im Gegensatz zu den Produkthandbüchern basieren die Redbooks auf praktischer Erfahrung.
Diese Dokumente sind als gedruckte Bücher, auf CD-ROMs oder im Internet als HTML-Dokumente und zum kostenlosen Download als PDF verfügbar. Mit etwa 500.000 Downloads pro Monat gehören die IBM Redbooks zu den beliebtesten E-Books. Die neueren Redbooks sind auch mit einer ISBN versehen.
IBM Redbooks werden von IBM-Fachkräften, bei IBM-Geschäftspartnern tätigen Experten und erfahrenen Kundenmitarbeitern in so genannten Residencies (mehrwöchigen Workshops) erarbeitet und nach einer redaktionellen Bearbeitung von 60 bis 90 Tagen publiziert. Redbooks und ihre Artikel werden häufig in anderen Veröffentlichungen zitiert, da sie quasi als Standard-Veröffentlichung zu entsprechenden Fachthemen gelten. Alleine Google-Scholar liefert mehr als 16.000 entsprechende Verweise.
Oft werden Redbooks noch vor der offiziellen Veröffentlichung und zum Teil noch während des Entstehungsprozesses als Draft Redbooks bereits im Internet zugänglich gemacht.
Redpapers sind kleinere technische Dokumente und werden nur im Internet veröffentlicht. Sie können ebenfalls das Ergebnis eines Residency-Prozesses sein, stammen aber auch aus anderen Quellen.